# Defensa Nimzowitsch
|       |       |       |       |       |       |       |       |       |  |
|       | a8 rd | b8    | c8 bd | d8 qd | e8 kd | f8 bd | g8 nd | h8 rd |  |
| a7 pd | b7 pd | c7 pd | d7 pd | e7 pd | f7 pd | g7 pd | h7 pd |       |  |
| a6    | b6    | c6 nd | d6    | e6    | f6    | g6    | h6    |       |  |
| a5    | b5    | c5    | d5    | e5    | f5    | g5    | h5    |       |  |
| a4    | b4    | c4    | d4    | e4 pl | f4    | g4    | h4    |       |  |
| a3    | b3    | c3    | d3    | e3    | f3    | g3    | h3    |       |  |
| a2 pl | b2 pl | c2 pl | d2 pl | e2    | f2 pl | g2 pl | h2 pl |       |  |
| a1 rl | b1 nl | c1 bl | d1 ql | e1 kl | f1 bl | g1 nl | h1 rl |       |  |
|       |       |       |       |       |       |       |       |       |  |

La Defensa Nimzowitsch es una apertura de ajedrez   semiabierta. Se caracteriza por los movimientos (en notación algebraica):
1.e4 Cc6 
La Defensa Nimzowitsch por transposición puede derivar a incontables aperturas. Fue creada por Nimzowitsch. La jugó con gran asiduidad el ajedrecista ruso Mark Taimánov.   
La Defensa Nímzovitch (ECO B00) es una forma menor de enfrentarse a 1.e4, pero no por ello mala. Se trata de una jugada natural que puede transponer a otras aperturas, en las que las blancas se ven en líneas inferiores de esas aperturas, y que controla el centro. Con un juego lógico las negras no tienen por qué caer en desventaja, pero es muy difícil sacar ventaja. Su nombre se debe a los estudios que sobre ella hizo el GM Aron Nimzowitsch.
Línea principal
1.e4 Cc6
1.e4 Cc6 2.d4
1.e4 Cc6 2.d4 e6
1.e4 Cc6 2.d4 e6 3.Cc3 Ab4
1.e4 Cc6 2.d4 e6 3.Cf3 d5 4.e5
1.e4 Cc6 2.d4 d5 (Variante Escandinava)
1.e4 Cc6 2.d4 d5 3.exd5 Dxd5 4.Cc3 (Variante del Cambio, Gambito Marshall)
1.e4 Cc6 2.d4 d5 3.Cc3 (Variante Bogoljubov)
1.e4 Cc6 2.d4 d5 3.Cc3 Cf6 4.e5 Cd7 (Variante Vehre)
1.e4 Cc6 2.d4 d5 3.Cc3 dxe4 4.d5 (Gambito Berlín)
1.e4 Cc6 2.d4 d5 3.Cc3 dxe4 4.d5 Ce5 5.Dd4 Cg6 (Gambito Nimzowitsch)
1.e4 Cc6 2.d4 e5 3.dxe5 Cxe5 4.f4 (Variante Kennedy)
1.e4 Cc6 2.d4 e5 3.dxe5 Cxe5 4.f4 Cg6 (Línea Principal)
1.e4 Cc6 2.d4 e5 3.d5 Cce7 4.e4 (Variante Linksspringer)
1.e4 Cc6 2.d4 d6 3.Cc3 (Variante Mikėnas)
1.e4 Cc6 2.b4 Cxb4 3.c3 Cc6 4.d4 (Gambito Wheeler)
1.e4 Cc6 2.Cf3 (Defensa Nimzowitsch Declinada)
1.e4 Cc6 2.Cf3 d5 3.exd5 Dxd5 4.Cc3 Da5
1.e4 Cc6 2.Cf3 d5 3.exd5 Dxd5 4.Cc3 Da5 5.Ab5 Ad7 6.O-O
1.e4 Cc6 2.Cf3 d5 3.exd5 Dxd5 4.Cc3 Da5 5.d4 Ag4
1.e4 Cc6 2.Cf3 Cf6 3.e5 Cd5
1.e4 Cc6 2.Cf3 Cf6 3.e5 Cg4 4.d4 d6 5.h3 Ch6 (Defensa El Columpio)
1.e4 Cc6 2.Cf3 Cf6 3.e5 Cg4 4.d4 d6 5.h3 Ch6 6.Ab5 (Variante Pin)
1.e4 Cc6 2.Cf3 Cf6 3.e5 Cg4 4.d4 d6 5.h3 Ch6 6.exd6 (Variante del Cambio)
1.e4 Cc6 2.Cf3 f5 3.exf5 d5 (Contragambito Colorado Aceptado)
1.e4 Cc6 2.Cf3 e6 (Variante Franco-Nimzowitsch)
1.e4 Cc6 2.Cf3 d6 (Variante Williams)
1.e4 Cc6 2.Cf3 d6 3.d4
1.e4 Cc6 2.Cf3 d6 3.d4 Ag4 4.Ab5 a6
1.e4 Cc6 2.Cf3 d6 3.d4 Cf6
1.e4 Cc6 2.Cf3 d6 3.d4 Cf6 4.d5
1.e4 Cc6 2.Cf3 d6 3.d4 Cf6 4.c3 g6 5.Ad3 Ag7 6.O-O
1.e4 Cc6 2.Cf3 d6 3.d4 Cf6 4.Cc3
1.e4 Cc6 2.Cf3 d6 3.d4 Cf6 4.Cc3 Ag4
1.e4 Cc6 2.Cf3 d6 3.d4 Cf6 4.Cc3 g6
1.e4 Cc6 2.Cf3 d6 3.d4 Cf6 4.Cc3 g6 5.h3 Ag7 6.Ae3 O-O 7.Dd2 e5
1.e4 Cc6 2.Cf3 d6 3.d4 Cf6 4.Cc3 g6 5.d5 Cb8
1.e4 Cc6 2.Cf3 d6 3.d4 Cf6 4.Cc3 g6 5.Ae2 Ag7 6.O-O